# Marktkirche w Hanowerze
Marktkirche (pl. kościół rynkowy, właściwie Kościół Świętych Jerzego i Jakuba, niem. St. Georgii et Jacobi) – protestancki kościół parafialny w Hanowerze, główny symbol miasta.

## Historia
Około 1125 roku w miejscu obecnego kościoła zbudowano romańską świątynię. Pierwsza wzmianka o świątyni pochodzi jednak z 1238 roku. Budowę obecnego kościoła rozpoczęto w 1320, w 1340 roku zainstalowano witraże, kościół ukończono w 1406. W 1536 roku świątynia przeszła w ręce protestantów. Kościół został zniszczony podczas II wojny światowej, obecny wygląd uzyskał podczas odbudowy.

## Architektura
Świątynia ceglana, gotycka, trójnawowa w układzie halowym. Korpus nawowy długi na 60 metrów. Ściany kościoła oraz sklepienia nie są przykryte tynkiem. Wieża jest wysoka na 98 metrów.

## Dzwony
Na wieży kościoła zawieszonych jest 11 dzwonów. Dzwon Chrystusa i Pokoju (Christus- und Friedensglocke) jest największym w Dolnej Saksonii i używany jest tylko przy specjalnych okazjach.
| Imię             | Waga (kg) | Ton  | Średnica (cm) | Rok odlania | Ludwisarnia                 |
| ---------------- | --------- | ---- | ------------- | ----------- | --------------------------- |
| Friedensglocke   | 10360 kg  | E°   | 246 cm        | 1960        | F. W. Schilling, Heidelberg |
| Großer David     | 3800 kg   | A°   | 183 cm        | 1650        | L. Siegfriedt, Hanower      |
| Marienglocke     | 2462 kg   | H°   | 160 cm        | 1951        | F. W. Schilling, Heidelberg |
| Georgenglocke    | 1800 kg   | cis' | 147 cm        | 1653        | L. Siegfriedt, Hanower      |
| Vaterunserglocke | 1380 kg   | d'   | 137 cm        | 1951        | F. W. Schilling, Heidelberg |
| Morgenglocke     | 1050 kg   | e'   | 118 cm        | 1959        | F. W. Schilling, Heidelberg |
| Jakobusglocke    | 623 kg    | fis' | 105 cm        | 1951        | F. W. Schilling, Heidelberg |
| Taufglocke       | 358 kg    | a'   | 88 cm         | 1951        | F. W. Schilling, Heidelberg |
| Ewigkeitsglocke  | 340 kg    | h'   | 78 cm         | 1959        | F. W. Schilling, Heidelberg |
| Liedglocke       | 237 kg    | cis" | 70 cm         | 1951        | F. W. Schilling, Heidelberg |
| Thomasglocke     | 140 kg    | dis" | 66 cm         | 1733        | T. Riedeweg, Hanower        |

## Galeria

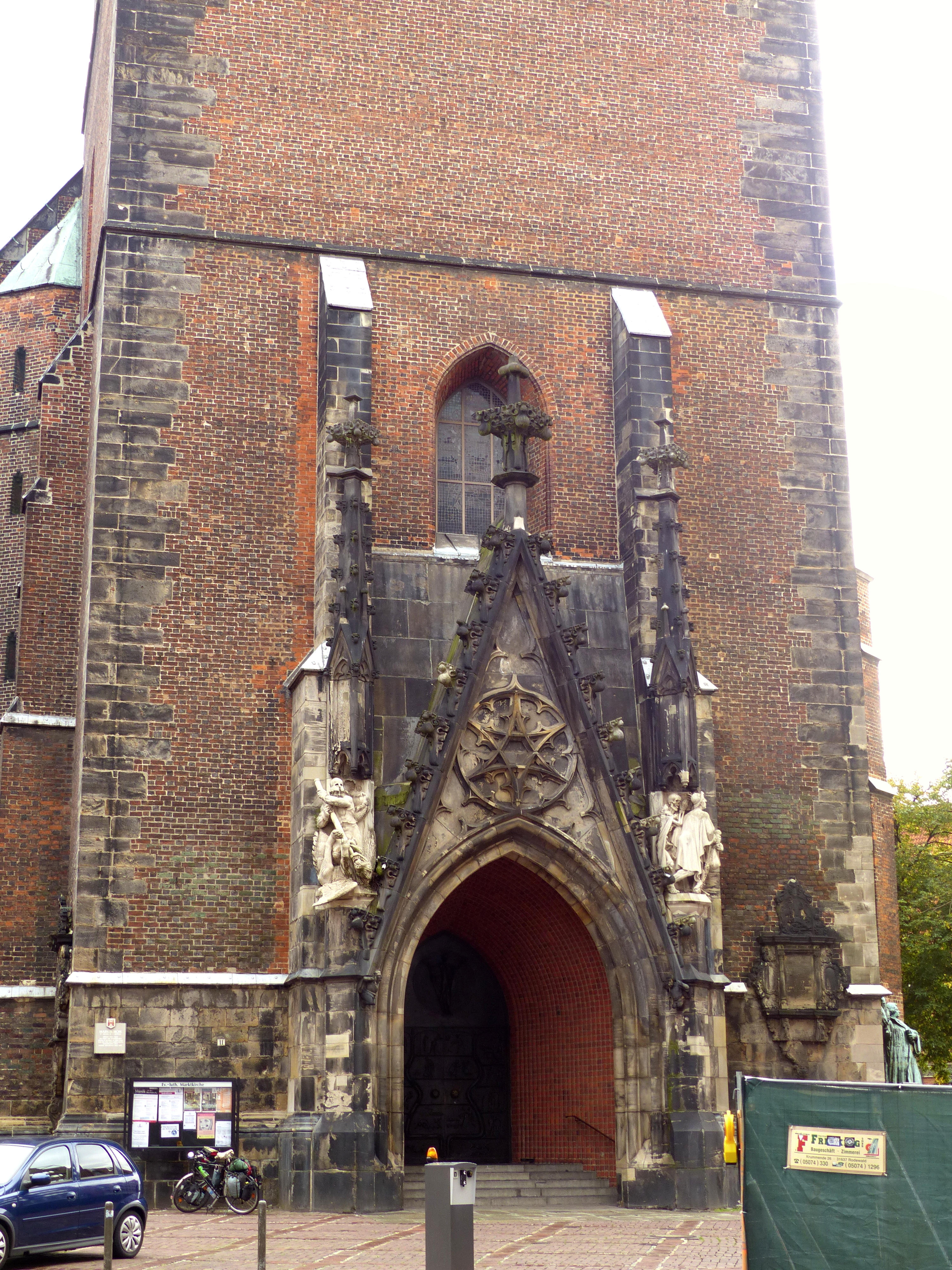
Wejście główne
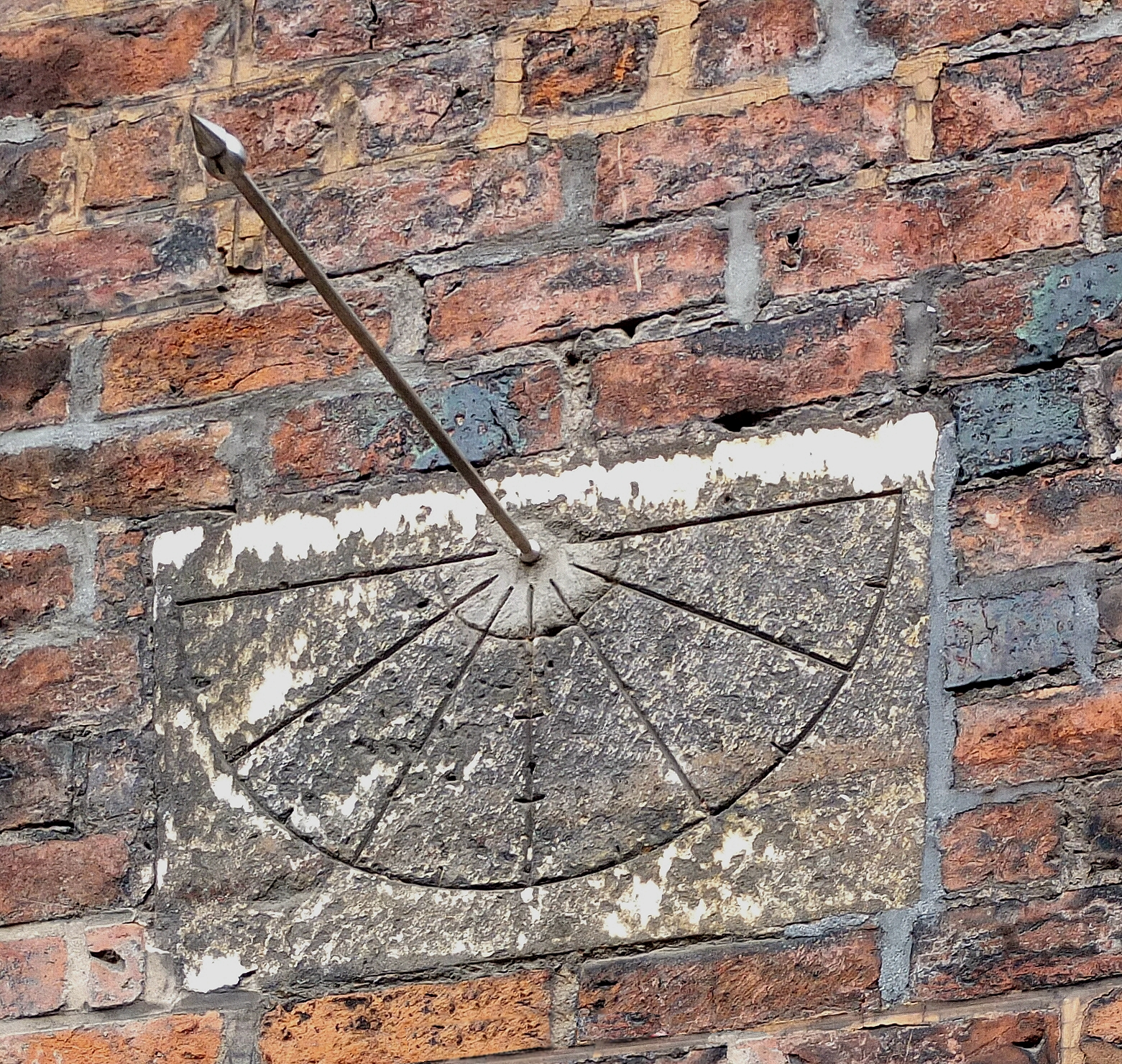
Zegar słoneczny
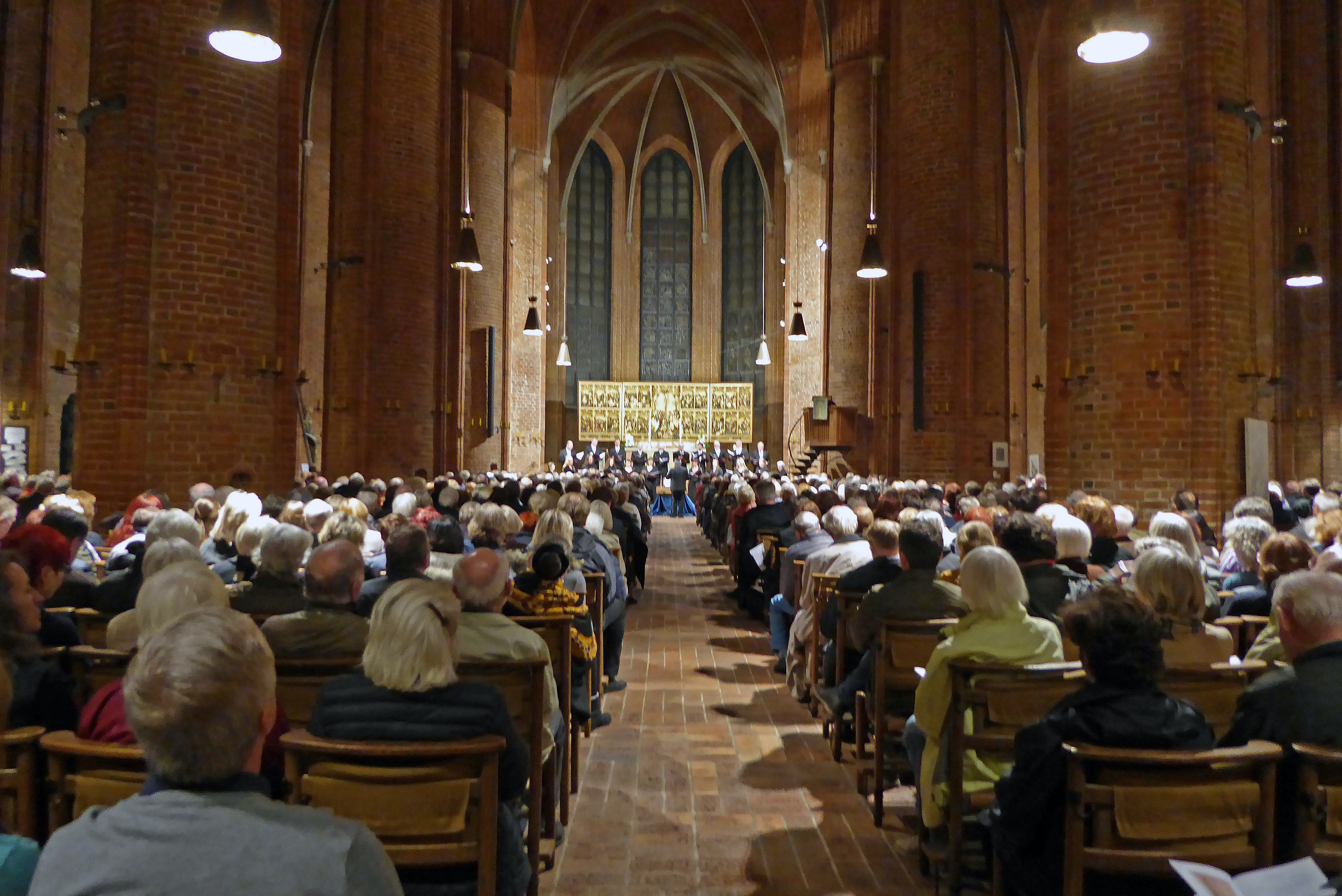
Wnętrze kościoła
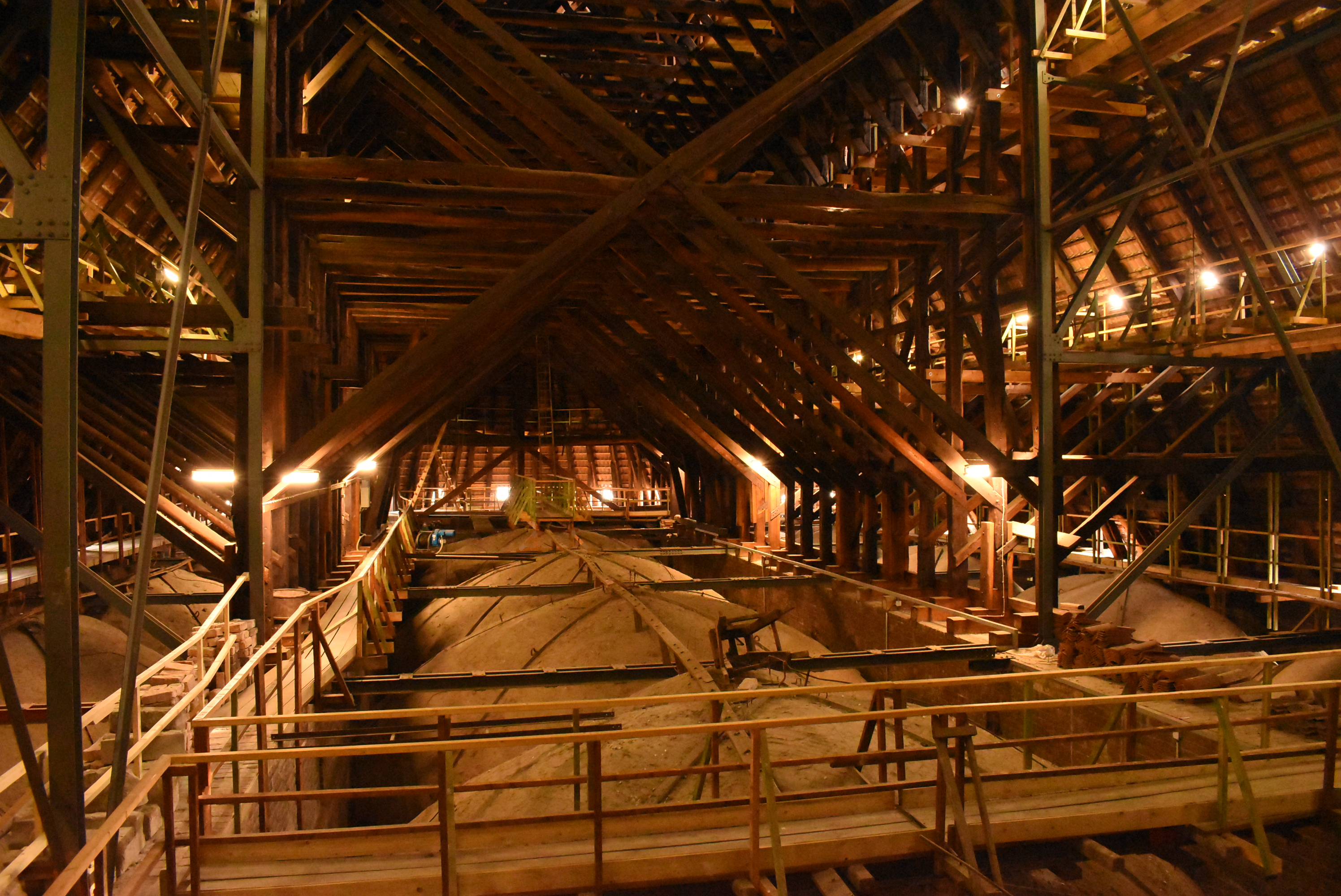
Więźba dachowa
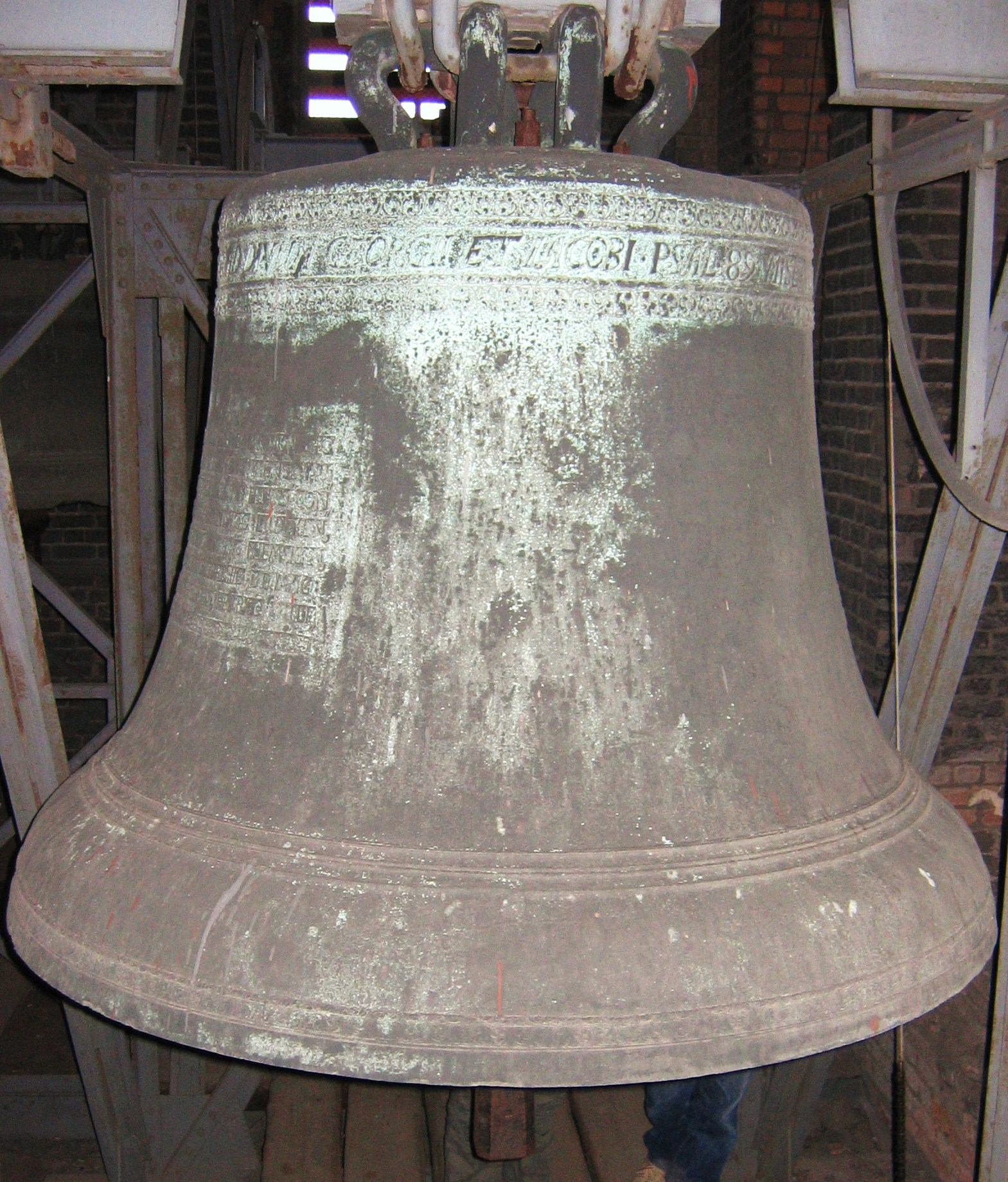
Dzwon Großer David
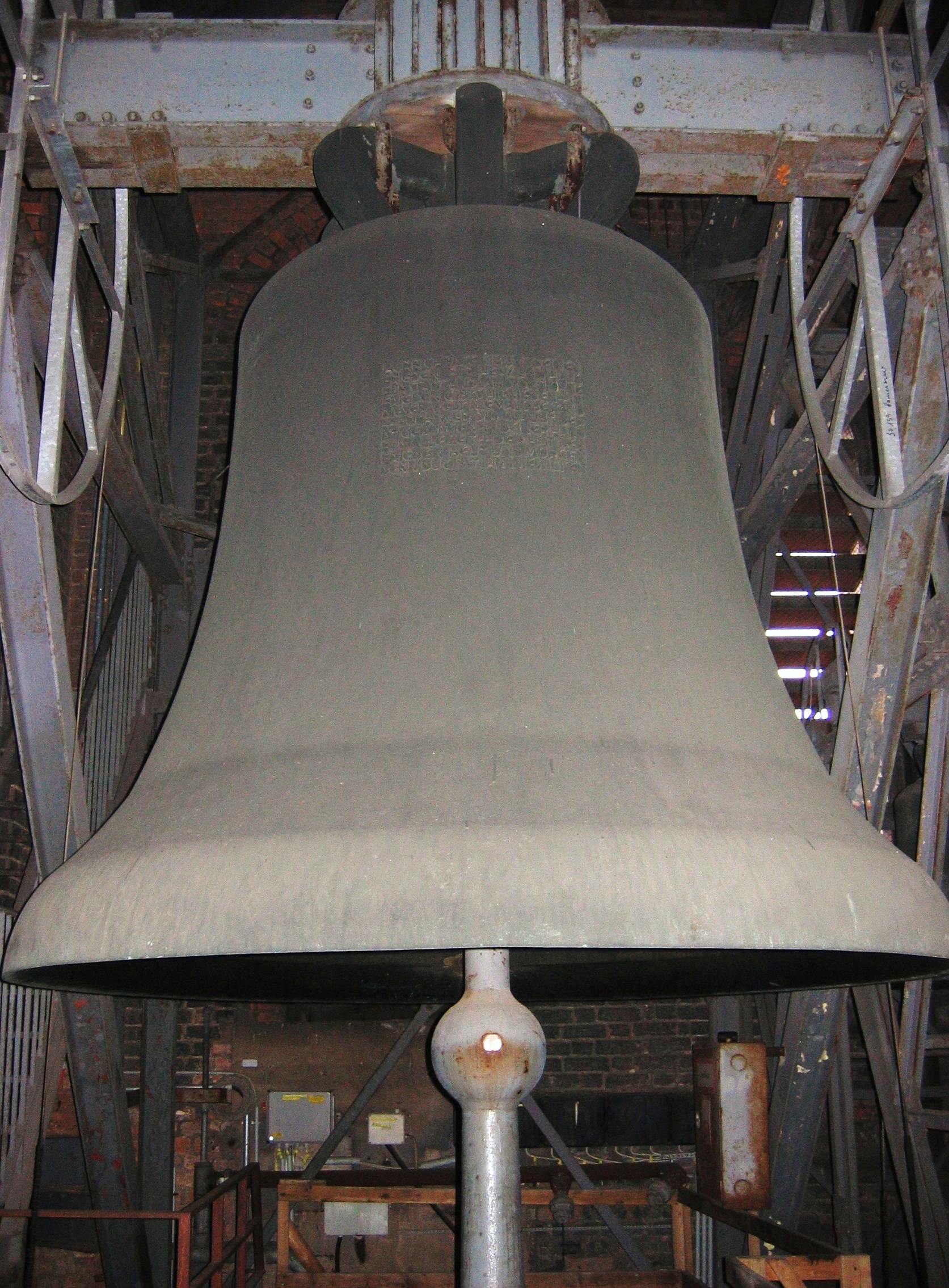
Friedensglocke (pl. dzwon pokoju), nazywany również Christusglocke